# 佐藤忠義
佐藤 忠義（さとう ただよし、1917年12月11日 - 2020年9月5日）は、日本の経営者。四国電力社長を務めた。

## 来歴・人物
徳島県出身。1941年に東京帝国大学を卒業し、1942年1月に三菱商事に入社。1948年2月に日本発送電での勤務を経て、1951年5月に四国電力に転じ、1970年5月に取締役に就任し、1974年11月に常務を経て、1983年6月に副社長に就任し、1985年6月には社長に昇格。1988年6月に会長に就任し、1993年6月に相談役に就任。
1989年から1993年までに四国経済連合会会長を務めた。
1985年4月に藍綬褒章を受章し、1994年4月に勲二等旭日重光章を受章。
2020年9月5日に老衰のために死去。102歳没。